# Numa Pompilio
Numa Pompilio (753-674 a. C.) fue el segundo rey de Roma (716-674 a. C.), sucesor de Rómulo. Se casó con Tacia, hija del rey sabino Tito Tacio, por lo que fue concuñado de Rómulo. Se sabe muy poco de este rey. Gran parte de las noticias nos llegan a través de una biografía escrita por el autor griego Plutarco (c. 46-125).

## Reinado
Después de la muerte o desaparición de Rómulo viene un interregno (un año sin rey) después del cual es elegido por el Senado Numa Pompilio por su sentido de justicia y por su competencia religiosa, entrado ya en años, un hombre piadoso y sabio que vivía en la ciudad de Cures. Era de origen sabino. Dio leyes y potenció los derechos y acuerdos de paz entre Roma y el resto de las ciudades.
Fue además el creador de las principales instituciones religiosas, y se dice que mandó edificar el templo de Jano, al pie del monte Argileto. Se ocupó también de reformar el calendario dividiéndolo en doce meses lunares, añadiendo los meses de enero y febrero, a los diez meses del calendario romuleano. El mes de marzo era el primero del año y, seguramente, febrero se colocó en la última posición, que mantuvo tal vez hasta el siglo IV a. C. cuando se fijó el inicio del calendario civil en enero y pasó a ser el segundo mes.
Los romanos en esta época tenían una costumbre: cerrar las puertas del templo en señal de paz, abrirlas cuando Roma estaba en guerra. Durante el reinado de Numa Pompilio, las puertas permanecieron siempre cerradas. Se dice que tenía el poder de desencadenar el fuego de Júpiter. Es decir, que sabía producir descargas eléctricas que causaban pavor entre sus enemigos.
Según Plutarco, Numa Pompilio fue el primer rey que organizó una corporación de artesanos. Instituyó ocho clases: flautistas, orífices, carpinteros, tintoreros, zapateros, curtidores, broncistas y alfareros.
Se ocupó asimismo de organizar la religión romana, tanto en el terreno público como en el oficial. Cada familia tenía su culto llamado Sacra y el sacerdote y dirigente de este culto era el pater familias.
Del mismo modo, cada Curia (los romanos estaban divididos en tres tribus: sabinos, latinos y etruscos más treinta curias) tuvo su culto dirigido en cada caso por un curión. Las familias romanas (las gens) tenían entre ellas un vínculo de unión que eran los sacra gentilicia, que estaban administrados por un sacerdote al que llamaban flamen. La sacra gentilicia se sostenía por la aportación de las stips, que era una contribución ofrecida por el conjunto de las familias.
Con este rey termina el período llamado juvenilista propio de la cofradía de los lupercos, aquella cuya iniciación de sus jóvenes fue interrumpida por el secuestro de Remo. Aquellos muchachos fueron unos adolescentes eternos y siempre fieles que rodearon a Rómulo hasta su muerte y eran los que componían su guardia personal. Eran los trescientos céleres o veloces.
Se le reconoce a Numa la instauración del templo de las vestales, templo sagrado donde unas sacerdotisas vírgenes mantenían encendido el fuego sagrado, ya que la religión veía en el fuego el comienzo de la vida. Numa dedicó mucho tiempo a fortalecer la religión romana y el culto a los dioses, así como el luto y las costumbres. Plutarco indica que la autoridad de Numa estaba legitimada por la relación que tenía este rey con la ninfa Egeria.
A su muerte le sucedió Tulo Hostilio y años más tarde su nieto Anco Marcio, quien fue el cuarto Rey de Roma.

## Gens Pompilia
El Rey Numa Pompilio se desposó en dos ocasiones. La primera con Tacia, hija del rey sabino Tito Tacio, con la cual no engendraría descendencia. Posteriormente desposaría a Lucrecia, de la cual nacerían Pomponio, Pino, Capo, Mamerco, Pompilio y según algunos estudiosos, Pompilia. Estos dieron a su vez origen a las Gens: Pomponia, Pinaria, Calpurnia, Aemilia, Pompilio y Pompilia.

## Agente de los dioses

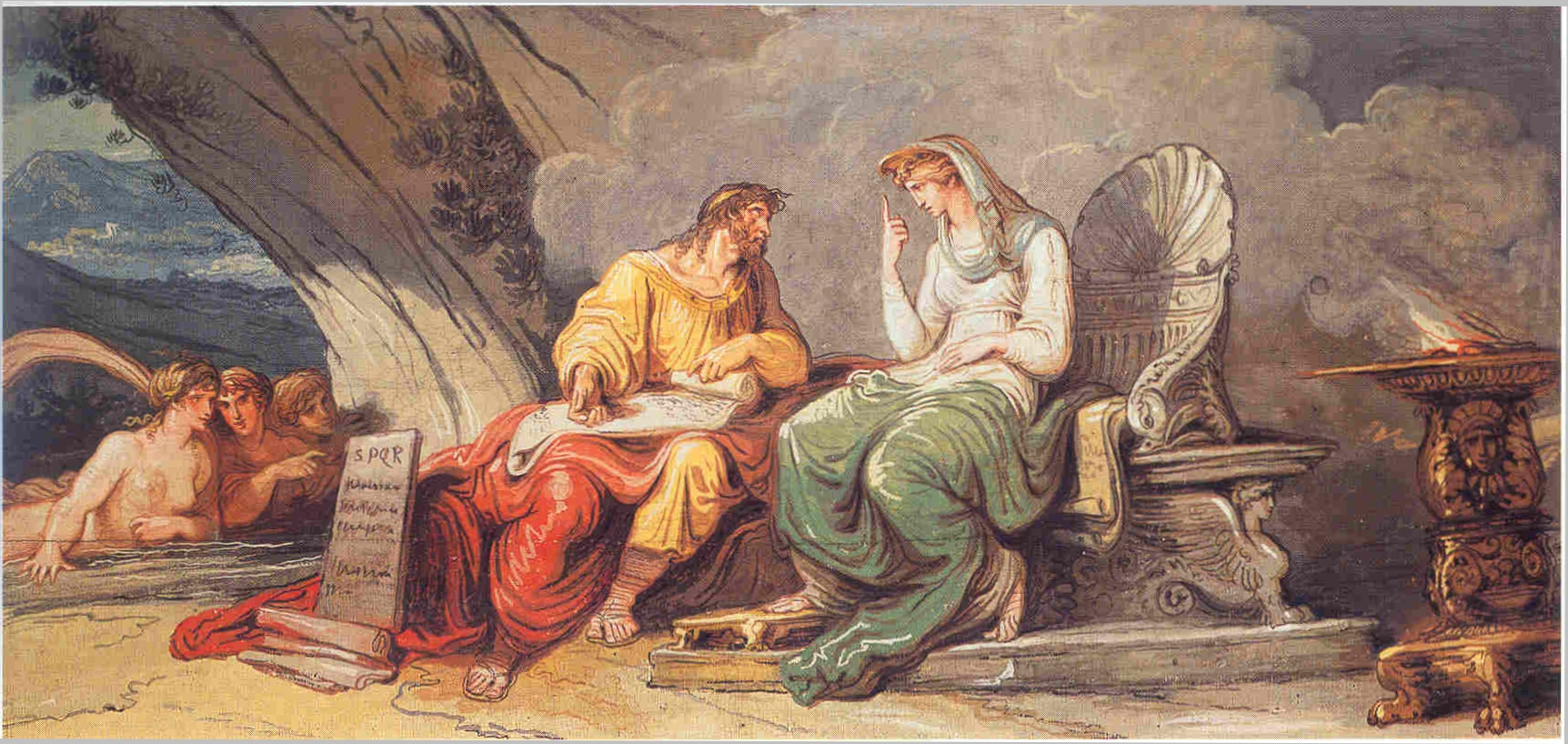
Óleo sobre lienzo Numa Pompilio recibe de la ninfa Egeria las leyes de Roma (1806) de Felice Giani.

Numa fue tradicionalmente reverenciado por los romanos por su sabiduría y piedad. Además del respaldo de Júpiter, se cree que tuvo una relación directa y personal con un número de deidades, la más célebre la ninfa Egeria, quien acorde a la leyenda le enseñó a ser un legislador sabio. Según Tito Livio, Numa aseguró que había mantenido reuniones de noche con Egeria sobre la manera correcta de establecer ritos sagrados para la ciudad. Plutarco sugiere que se aprovechó de la superstición para darse a sí mismo un halo de temor reverencial y fascinación divina, para así poder cultivar comportamientos más amables entre los belicosos romanos primigenios, tales como honrar a los dioses, respetar la ley, comportarse humanamente ante los enemigos, y vivir apropiadas vidas respetables.
Se dice que Numa fue autor de diversos "libros sagrados" en donde había plasmado las enseñanzas divinas, la mayoría provenientes de Egeria y las Musas. Plutarco (citando a Valerio Antias) y Livio anotaron que a petición suya fue enterrado junto a estos "libros sagrados", prefiriendo que las normas y rituales que prescribían fueran preservados en la viva memoria de los sacerdotes del estado, en vez de conservarse como reliquias sujetas al olvido y al desuso. Se creía que alrededor de la mitad de estos libros—Plutarco y Livio difieren en su número—abarcaban los sacerdocios que había establecido o creado, incluyendo los flamines, pontifices, Salii, y fetiales y sus ritos. Los otros libros trataban sobre filosofía (disciplina sapientiae). Según Plutarco estos libros fueron recuperados unos 400 años después (en realidad casi 500 años, por ejemplo en 181 a. C. según Tito Livio) con ocasión de un desastre natural que expuso la tumba. Fueron examinados por el Senado y quemados al considerarse inapropiados para ser divulgados ante el pueblo. Dionisio de Halicarnaso da a entender que fueron conservados bajo un enorme secretismo por los pontifices.
A Numa se le atribuye haber obligado a los dos panes Pico y Fauno a revelar algunas profecías sobre cosas que ocurrirían.
Numa, apoyado y entrenado por Egeria, supuestamente sostuvo una batalla de rayos con el propio Júpiter, en una aparición donde Numa trató de encontrar un ritual protector contra la caída de los rayos y truenos.
En tiempos de una epidemia pestilente que estaba generando estragos entre la población, un prodigio tuvo lugar: una ancila cayó desde el cielo. Cuando fue presentado ante Numa, él declaró que Egeria le había iluminado que este era un símbolo de protección de Júpiter, para lo cual Numa organizó debidas medidas de reconocimiento, poniendo así fin inmediato a la plaga. El escudo se convirtió en una reliquia sagrada de los romanos y fue dispuesto al cuidado de los saliares.

## La historia de los libros de Numa
Tito Livio narra que mientras L. Petilius cavaba en la zona del scriba a los pies del Janículo, unos campesinos encontraron dos sarcófagos de piedra, de dos metros y medio de largo por algo más de 1 de ancho, ambos con inscripciones en caracteres griegos y latinos: uno afirmando que Numa Pompilius, hijo de Pompón, rey de los romanos fue enterrado (aquí); y otro aseverando que los libros de Numa se encontraban dentro de él. Cuando Petilius lo abrió tras el consejo de sus amigos, aquel que estaba inscrito con el nombre del rey estaba vacío, el otro contenía dos pilas con 7 libros cada una, que estaban incompletos, pero parecían recientes, 7 en latín que versaban sobre la ley pontifical y siete sobre filosofía griega tal y como si perteneciera a ese pasado remoto.
Los libros se enseñaron a otras personas y el descubrimiento se hizo público. El pretor Q. Petilius, que era amigo de L. Petilius, se los pidió, los encontró muy peligrosos para la religión y le dijo a Lucio que los tendría que quemar, pero le permitió tratar de recuperarlos por medio de la ley u otros métodos. El scriba llevó el caso ante los tribunales de la plebe, y los tribunos en respuesta lo llevaron al senado. El pretor declaró que estaba dispuesto a jurar que no era una cosa buena ni leer ni guardar esos libros, y el senado deliberó que la oferta del juramento era suficiente por sí misma, que los libros fueran quemados en el Comitium tan pronto como fuera posible y que la indemnización fijada por el pretor y los tribunos tenía que ser asumida por el propietario L. Petilius, aunque declinaron aceptar la cantidad. Los libros fueron quemados por los victimarii.
La acción del pretor se ha visto como una motivación política, y de acuerdo con la reacción catoniana de aquellos años. Es relevante sin embargo que algunos de los analistas de aquellos tiempos o de solo pocos años después, no parecen presentar ninguna duda sobre la autenticidad de los libros. Todo el incidente ha sido analizado nuevamente de forma crítica por el filólogo E. Peruzzi, quien a través de la comparación de diferentes versiones, se esfuerza por demostrar la autenticidad general de los libros. En cambio, la posición de M.J. Pena es más reservada y crítica.
Los eruditos francófonos A. Delatte y J. Carcopino creen que el incidente fue resultado de una iniciativa real de la secta pitagórica de Roma. Los temores de las autoridades romanas deben explicarse en conexión con la naturaleza de las doctrinas contenidas en los libros, los cuales supuestamente contenían un tipo de physikòs lógos, una interpretación en parte moral y en parte cosmológica de creencias religiosas que ha sido corroborada por Delatte como propia del antiguo pitagorismo. Parte de ella debió estar en contradicción con las creencias del ceremonial de los augurios y fulgurales y con la procuratio de los prodigios. La mayor parte de los autores antiguos narran la presencia de tratados de filosofía pitagórica, pero algunos, como Cayo Sempronio Tuditano, menciona únicamente decretos religiosos.